# 9×18mm 마카로프

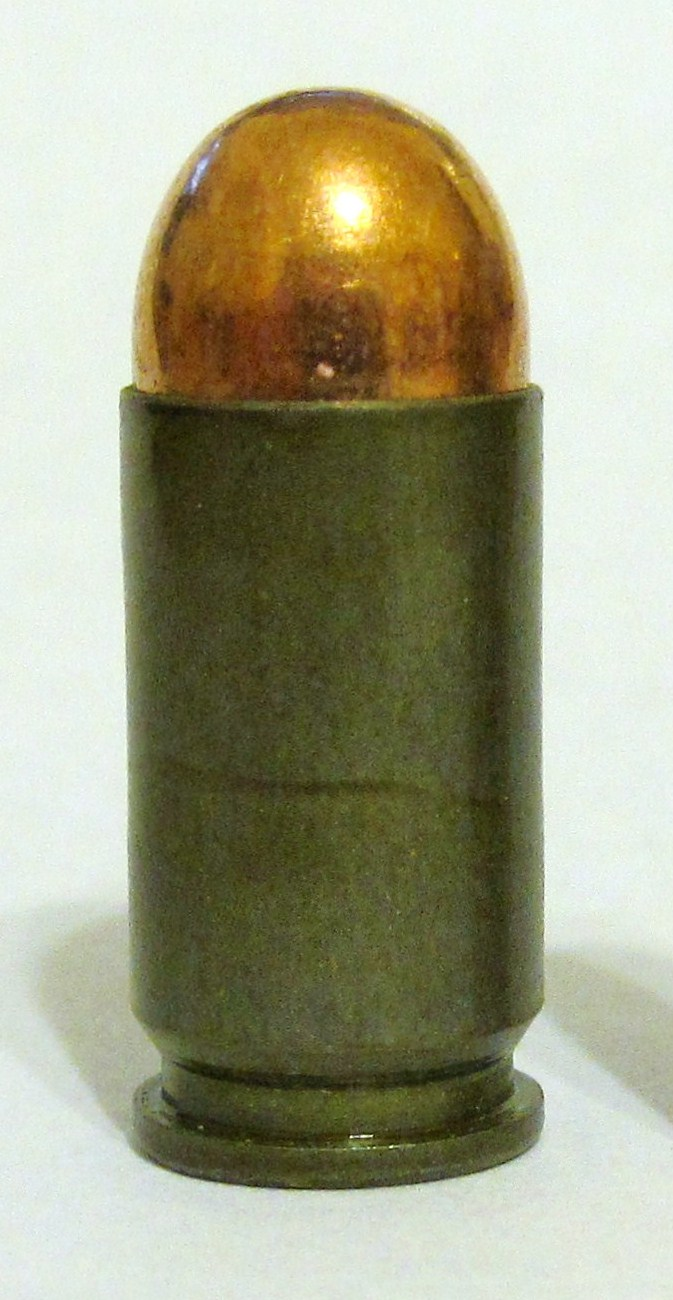

9×18mm 마카로프(9×18mm Makarov, C.I.P.에서 9mm 마카로프로 지정되었으며 종종 9×18mm PM으로 불림)는 구 소련에서 개발된 권총 및 기관단총 탄약이다. 20세기 후반에 이것은 소련과 동구권의 표준 군용 권총 탄약이었으며, NATO와 서방권 군용에서 사용되는 9mm 파라벨룸과 유사하다.

## 역사
제2차 세계 대전과 초기 냉전 동안, 7.62 × 25 mm 토카레프는 소련과 동유럽 위성국들의 표준 자동 권총 탄약이었다. 이 탄약은 오늘날에도 이들 국가 중 다수에서 사용되고 있다. 전쟁 중, 붉은 군대는 7.62mm TT-33 권총에서 몇 가지 단점을 발견했는데, 그 중 하나는 작동 중에 탄창이 부주의하게 떨어지는 경향이었다. 군대는 버튼 대신 힐 릴리스가 있고 다른 탄약을 사용하는 더 가벼운 것을 원했다. 권총의 작동을 위해 직접 블로우백 설계가 선택되었는데, 이는 직접 블로우백 작동 방식이 허용하는 고정 총열 설계 덕분에 빠르고 저렴하게 제조할 수 있으며 정확하기 때문이다.
9×18mm 탄은 1946년 보리스 V. 세민이 설계했으며, 단순한 또는 직접 블로우백 권총에서 안전하게 작동할 수 있는 적당한 노리쇠 후퇴압력을 가진 비교적 강력한 탄약으로 의도되었다. 이것은 1936년 구스타프 겐쇼 & 컴퍼니가 독일 루프트바페를 위해 개발한 9×18mm 울트라 탄약을 기반으로 했으며, 역시 단순 블로우백 설계 권총인 발터 경찰권총에 사용된 .380 ACP에 대한 더 강력한 대안이었다. 니콜라이 표도로비치 마카로프는 1947년에 9×18mm 탄약을 중심으로 마카로프 PM 권총을 설계했다. 1951년 마카로프 권총과 탄약 모두 소련군에 채택되었으며, 이후 이 탄약은 마카로프라고도 불리게 되었다(이것은 공식 명칭이 아니다).
소련에서 구경은 강선 내의 돌기 사이가 아닌 홈 사이에서 측정되었다. 따라서 9×18mm 마카로프 탄약은 다른 일반적인 9mm 탄약보다 더 큰 직경의 탄환을 사용하며, 9mm 파라벨룸의 9.017mm (0.355인치)에 비해 9.27mm (0.365인치)이다. 1951년 도입된 이후, 9×18mm 마카로프 탄약은 동구권 국가들의 군대에 널리 퍼졌다.

## 탄약 크기
9×18mm 마카로프는 0.83ml (12.8 그레인 H2O, 일명 물)의 탄약통 용량을 가지고 있다.
9×18mm 마카로프 최대 C.I.P. 탄약 크기. 모든 크기는 밀리미터(mm) 단위.
이 탄약의 일반적인 강선 강선 회전율은 1회전 당 240mm (9.45인치), 4개의 홈, 돌기 직경 = 9.00mm, 홈 직경 = 9.27mm, 돌기 폭 = 4.50mm이며 뇌관 유형은 소형 권총이다.
공식 C.I.P.(Commission Internationale Permanente Pour L'Epreuve Des Armes à Feu Portatives) 규정에 따르면 9×18mm 마카로프 케이스는 최대 160.00 MPa (23,206 psi) 피에조 압력을 견딜 수 있다. C.I.P. 규제 국가에서는 모든 권총-탄약 조합이 소비자에게 판매를 인증하기 위해 이 최대 C.I.P. 압력의 130%로 검증되어야 한다.
9×18mm 마카로프는 탄도학적으로 9mm 파라벨룸 탄약보다 열등하다. 9×18mm 마카로프 탄약에 대한 공식 SAAMI 압력 사양은 없지만, 테스트에 따르면 잉여 탄약은 20,000 psi 미만의 압력을 발생시키는데, 이는 9×19mm 파라벨룸 (+P) 탄약이 생성하는 35,000 psi 이상보다 훨씬 적다. 따라서 9×19mm 파라벨룸과 같은 고압 탄약에 항상 필요하지는 않지만 고압 탄약에서 볼 수 있는 잠긴 약실 설계보다는 블로우백 반자동 권총에 사용하도록 설계되었으며, 이는 .380 ACP 탄약과 유사하다.

### 21세기 러시아 군용 탄약의 기본 사양
러시아 연방군에서 사용되는 9×18mm 마카로프 탄약은 권총과 기관단총용으로 설계되었다. 2003년에는 다양한 목적으로 생산된 9×18mm 마카로프의 여러 변형이 있었다. 모두 케이스 재료로 클래드 금속을 사용했다.
57-N-181S 탄약은 강철 심 탄환으로 장전되며 50 m (55 yd) 거리까지 인원을 살상하도록 설계되었다. 탄환은 심을 완전히 덮는 클래드 금속 외피를 가지고 있다. 탄환의 코는 구형이며 끝 부분에 구별되는 색상이 없다. 20 m (22 yd)에서 1.3mm 두께의 St3 강판 또는 5mm 일반 강판을 관통할 수 있다.
RG028 탄약은 강화 관통 탄환으로 장전되며 방탄복을 착용한 인원을 살상하도록 설계되었다. 탄환은 경화 강철 심을 가지고 있다.
SP-7 탄약은 강화된 정지 효과를 가진 반 플라스틱 및 반 납 심의 재킷형 할로우 포인트 탄환으로 장전되며 생체 목표를 무력화하도록 설계되었다. 탄환은 검은색 끝을 가지고 있다.
SP-8 탄약은 경량의 반 플라스틱 및 반 납 심의 저관통 재킷형 할로우 포인트 탄환으로 장전되며 인원을 교전하도록 설계되었다.
7N25는 강철 심 탄환으로 장전된 고속 탄약이다. 10 m (11 yd)에서 5mm 두께의 St3 강판을 관통할 수 있다.
| 탄약 지정                      | 57-N-181S          | RG028                | SP-7                 | SP-8               | 7N25                 |
| ------------------------------ | ------------------ | -------------------- | -------------------- | ------------------ | -------------------- |
| 탄약 무게                      | 10 g (154 gr)      | 11 g (170 gr)        | 8 g (123 gr)         | 8.5 g (131 gr)     | 7.5 g (116 gr)       |
| 탄환 무게                      | 6 g (92.6 gr)      | 6 g (92.6 gr)        | 6 g (92.6 gr)        | 5 g (77.2 gr)      | 3.6 g (55.6 gr)      |
| 총구 속도                      | 298 m/s (978 ft/s) | 325 m/s (1,066 ft/s) | 420 m/s (1,378 ft/s) | 250 m/s (820 ft/s) | 490 m/s (1,608 ft/s) |
| 총구 에너지                    | 251 J (185 ft·lbf) | 317 J (234 ft·lbf)   | 417 J (308 ft·lbf)   | 156 J (115 ft·lbf) | 432 J (319 ft·lbf)   |
| 사격 정확도 25 m (27 yd) (R50) | 32 mm (1.3 in)     | 32 mm (1.3 in)       |                      | 32 mm (1.3 in)     |                      |

- R50 at 25 m (27 yd)는 25 m (27 yd)에서 발사된 탄착군 중 가장 가까운 50%가 언급된 직경의 원 안에 모두 들어간다는 의미이다.

## 9×18mm 마카로프를 사용하는 총기

### 권총
- 마카로프 PM
- MP-448 스키프
- 체스카 즈브로요프카 vz. 82
- FEG PA-63, SMC-918, R-61,[7] RK-59[8]
- P-83 와나드
- P-64 권총
- R-92
- OTs-01 스테치킨 (RSA)
- OTs-27
- OTs-33
- 포트 12
- 그랜드 파워 P9M
- ZVI 케빈 M
- 사일런서코 맥심 9

### 기관단총 및 기관권총
- 스테치킨 APS
- 스코르피온 vz. 65 및 vz. 82
- PM-63 RAK
- PM-84 글라우베리트
- PP-90 페날
- PP-91 케드르
- PP-93
- OTs-02 키파리스
- OTs-33 페르나치
- PP-19 비존
- 아스널 쉽카
- 보르즈, 제1차 체첸 전쟁 동안 이치케리야 체첸 공화국에서 사용

## 갤러리

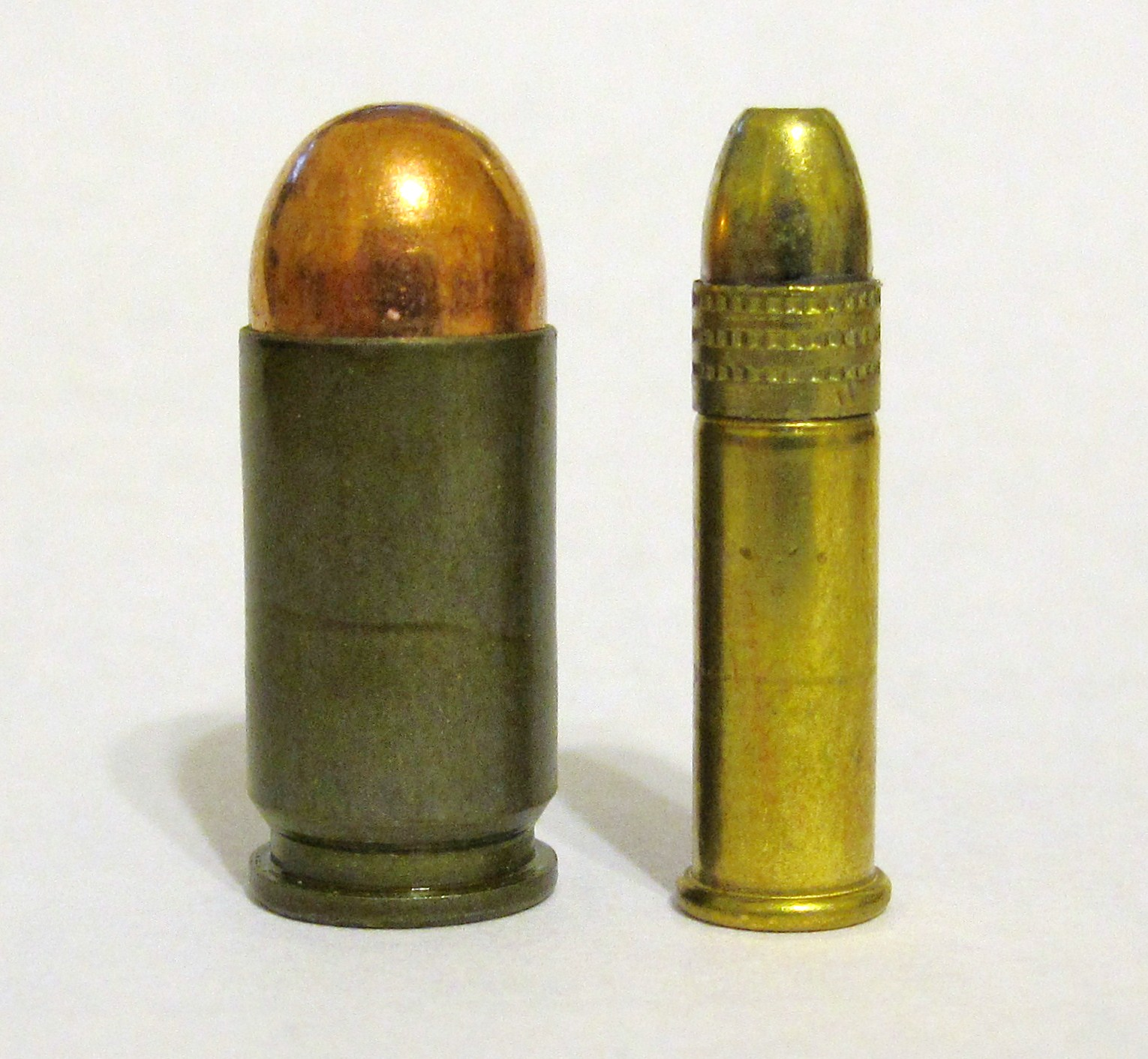
9×18mm 마카로프와 .22LR 할로우 포인트 비교
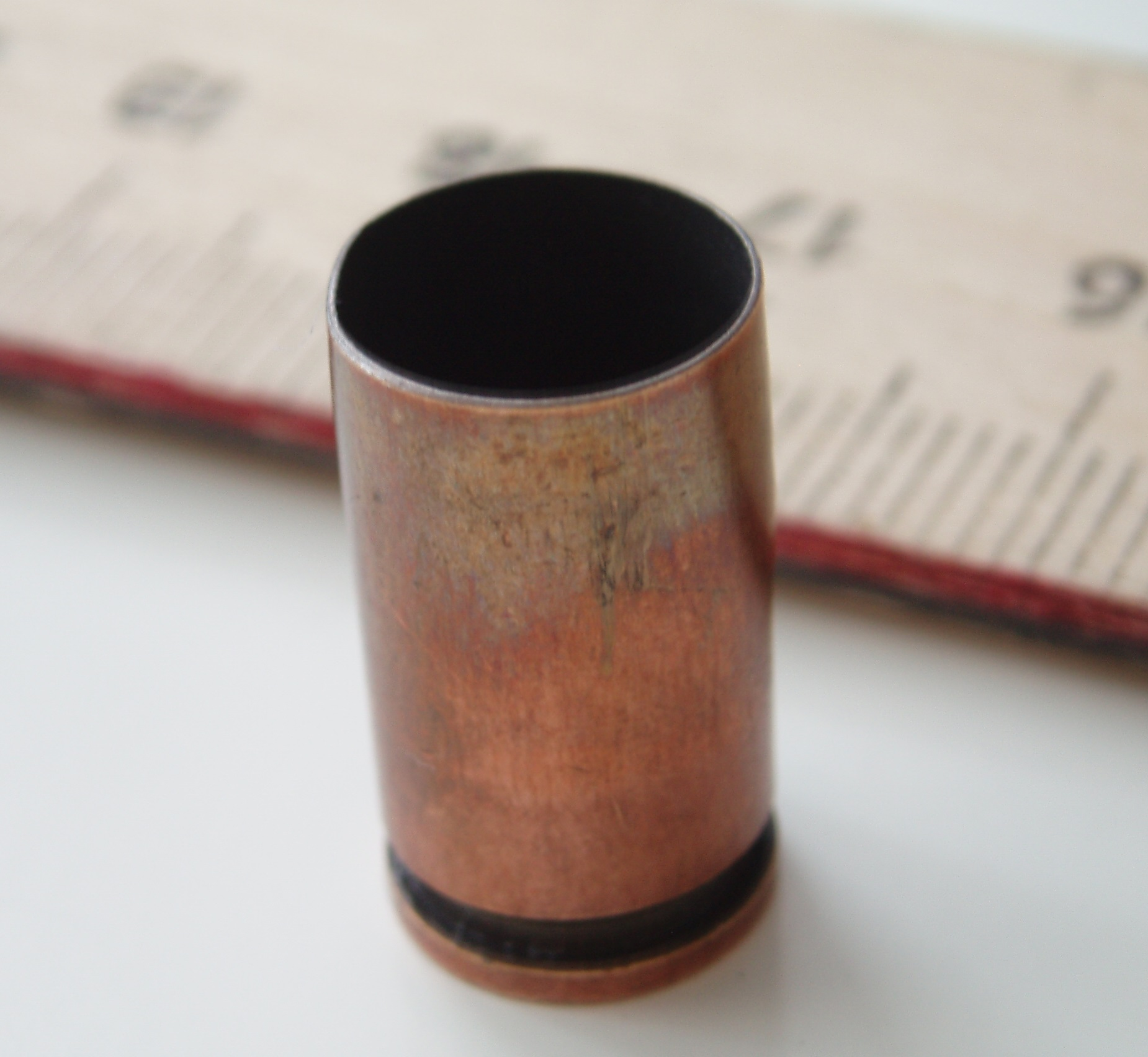
9×18mm 마카로프 탄피
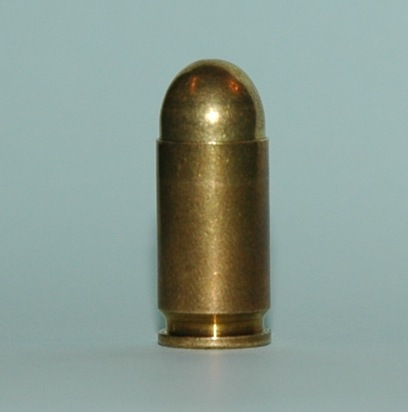
9×18mm 마카로프
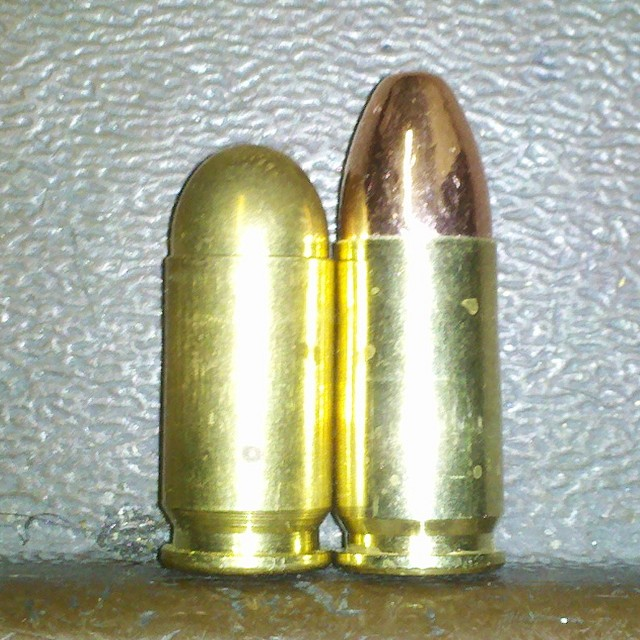
9×18mm 마카로프와 9mm 파라벨룸 풀 메탈 재킷 비교
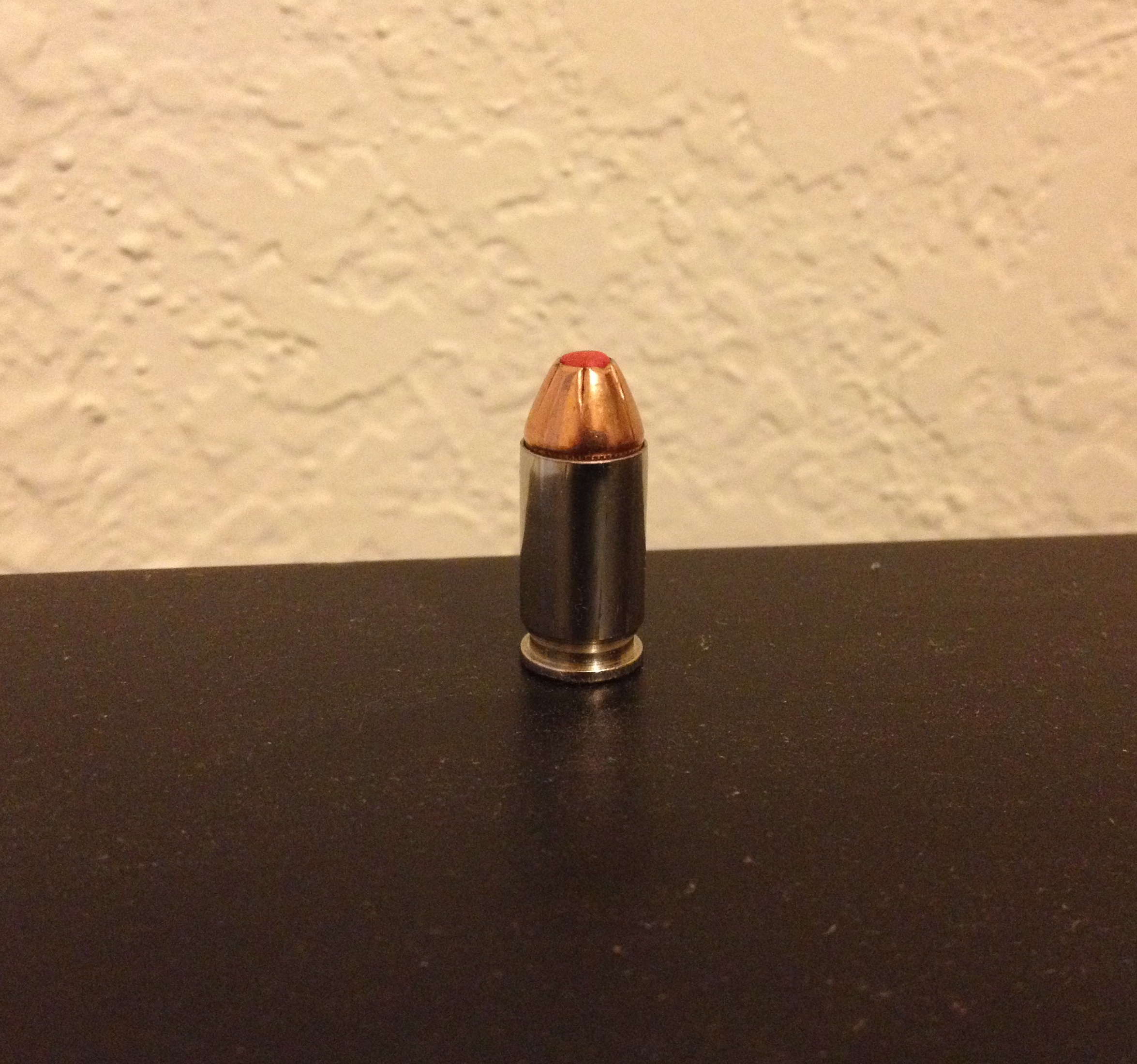
9×18mm 마카로프 FTX 할로우 포인트

## 동의어
- 9mm 마카로프
- 9×18mm
- 9×18mm PM
- 9mm Mak
- 9×18mm 소련

## 같이 보기
- 9 mm 구경
- 9 × 39 mm
- 바르나울 탄약
- 권총 탄약 목록
- 적군 표준 탄약
- 울프 탄약